# Blaise Clerc
Blaise Clerc, né le 8 mai 1911 à Neuchâtel et décédé le 26 avril 2001 dans la même ville, est un homme politique suisse, membre du Parti libéral suisse.

## Biographie
Après des études de droit à l'université de Neuchâtel, Blaise Clerc devient notaire en 1934 et obtient le diplôme de l'Institut des hautes études internationales de Paris en 1935. À partir de 1936, il travaille dans le bureau notarial de sa famille.
Clerc est élu au Grand Conseil du canton de Neuchâtel en 1953 et y préside la Commission de recours fiscal de 1957 à 1969. Il est élu au Conseil des États, la chambre haute de l'Assemblée fédérale, en 1963 et quitte le Grand Conseil deux ans plus tard. En 1971, il démissionne du Conseil des États. En 1977, il devient président du Parti libéral suisse et occupe ce poste jusqu'en 1981.
Clerc est également président de la Chambre suisse de l'horlogerie à La Chaux-de-Fonds et de 1967 à 1977 et président de la Convention patronale de l'industrie horlogère suisse.